# آيت علي أوموسى (كروشن)
آيت علي أوموسى هي إحدى مشيخات المملكة المغربية، تتبع جغرافيا لإقليم خنيفرة وإداريًا لكروشن. يقدر عدد سكانها بـ 1508 نسمة حسب الإحصاء الرسمي للسكان والسكنى لسنة 2004.